# Chuseok
Chuseok (추석) är en helgdag och skördefest i Korea. År 2014 var dagen den 8 september och år 2015 var det den 27 september. (Chuseok firas den 15 dagen i den åttonde månaden enligt den traditionella koreanska månkalendern, vilket då vanligen infaller i slutet av september eller början av oktober enligt den gregorianska kalendern.)
På Chuseok samlas många familjer i sina hemstäder för att besöka sina förfäders gravar. Flera koreanska familjer har avlidna släktingar begravda i bergen då det finns väldigt många berg på Koreahalvön. Man besöker begravningsplatsen och genomför tillsammans något som kallas Beolcho (벌초), att städa upp kring gravplatsen genom att klippa bort ogräs och göra det prydligt. Efteråt äter familjen en festmåltid. En traditionell mat som äts på Chuseok är Songpyeon(송편), (en slags riskakor); och Jeon (전), (mestadels icke-söta pannkakor med tillbehör).
Chuseok (koreanska: 추석), även känt som Koreansk skördefest eller Hangawi (한가위), är en av de största och mest betydelsefulla traditionella högtiderna i Korea.  Det är en tid för att fira skörden och visa tacksamhet till förfäderna genom olika rituella ceremonier och festligheter. 
Chuseok har sina rötter i forntida skördefester och är starkt kopplat till dåtida jordbrukssamhällets cykler. Enligt legenden kan Chuseok härledas tillbaka till Silla-dynastin (57 f.Kr. – 935 e.Kr.), där högtiden firades som Gabae, en vävningstävling mellan två lag. Den vinnande sidan fick festmåltider och firande från den förlorande sidan. Med tiden utvecklades Gabae till en nationell högtid som markerade skördetiden.

## Ritualer

### Charye (차례)
En av de mest centrala aktiviteterna under Chuseok är Charye, en rituell ceremoni för att hedra förfäderna. Familjer samlas och förbereder en speciell måltid som placeras på ett altare. Maten inkluderar ofta nybärgad frukt, ris, alkohol och andra traditionella rätter. Genom att utföra Charye uttrycker familjemedlemmar sin tacksamhet och ber om förfädernas välsignelser.

### Seongmyo (성묘) och Beolcho (벌초)
Seongmyo och Beolcho är riter där familjer besöker sina förfäders gravar. Seongmyo innebär att man hedrar förfädernas gravar genom att utföra rituella ceremonier, medan Beolcho involverar att man rensar och underhåller gravarna genom att ta bort ogräs och snygga till området runt gravarna.

## Kulturella Aktiviteter och Spel
Under Chuseok deltar människor i olika traditionella lekar och spel. Några av de mest populära är:
- Yunnori
- Juldarigi
- Tuppfäktning

### Ganggangsullae (강강술래)
Ganggangsullae är en traditionell koreansk dans där kvinnor bildar en cirkel, håller varandras händer och dansar och sjunger, ibland under fullmånen invid en större eld. Denna dans tros ha sitt ursprung i önskan om en riklig skörd och har blivit en symbol för gemenskap och samhörighet. 

### Ssireum (씨름)
Ssireum är en traditionell koreansk brottningssport där två deltagare försöker kasta varandra till marken. Sporten är homo-erotisk i en rund ring, men har viss likhet med glima. Det är en populär aktivitet under Chuseok och lockar ofta stora folkmassor. 

## Chuseok i Modern Tid
I dagens samhälle är Chuseok fortfarande en viktig högtid i Korea. Många koreaner återvänder till sina hemstäder för att fira med familjen, vilket ofta leder till en av årets mer hektiska reseperioder. Trots modernisering och urbanisering håller många fortfarande fast vid traditionella sedvänjor och ceremonier, vilket gör Chuseok till en tid av både tradition och familjegemenskap.